# Nationalpark Mu Ko Ranong
Der Nationalpark Mu Ko Ranong (Thai: อุทยานแห่งชาติหมู่เกาะระนอง – Ranong Archipel, bis 2005: Nationalpark Mu Ko Phayam, อุทยานแห่งชาติหมู่เกาะพยาม) ist ein Meeres-Nationalpark in der Andamanensee in der Südregion von Thailand.
Der 347 km² große Park ist seit dem 31. Oktober 2000 als Nationalpark registriert.

## Geographie und Ökosysteme
Der Nationalpark liegt in den Gemeinden (Tambon) Ko Phayam (ตำบลเกาะพยาม), Rat Krut (ตำบลราชกรูด), Ngao (ตำบลหงาว) und Paknam (ตำบลปากน้ำ) des Landkreises (Amphoe) Mueang Ranong (อำเภอเมืองระนอง). Im Norden grenzt er an die Tanintharyi-Division von Myanmar.
Der Park besteht aus 15 kleineren und großen Inseln sowie einem Teil des Küstenstreifens.
- Zu den größeren Inseln gehören
  - Ko Phayam (เกาะพยาม) – etwa 10 Kilometer vor der Küste gelegen, im Innern mit weitläufigen Kokosnuss- und Cashew-Baum-Plantagen; die hier für den Export angebauten Cashew-Nüsse sind ein registriertes Produkt des OTOP-Programms.[2] An den breiten, flach abfallenden Sandstränden im Westen und Süden der Insel bieten einige Resorts und Bungalow-Hotels Übernachtungsmöglichkeiten für ruhesuchende Touristen an.
  - Ko Chang (เกาะช้าง) – größte Insel des Archipels. Sie ist nicht zu verwechseln mit der gleichnamigen Insel Ko Chang in der Provinz Trat in Ostthailand.

- Die kleineren Inseln im offenen Meer sind im Innern mit Regenwald bedeckt, rund um die Inseln befinden sich Korallenriffe. Es handelt sich hier um:
  - Ko Thalu (เกาะทะลุ) – mit einer „Natürlichen Felsbrücke“ (สะพานหินธรรมชาติ - Saphan Hin), die zwei Insel-Teile miteinander verbindet,
  - Ko Fai Mai (Feuer-Insel, เกาะไฟไหม้) – einzigartige Insel, die keinen Sand-, sondern einen aus kleinen und größeren Kieseln bestehender „Fels-Strand“ (หาดหินงาม - Hat Hin Ngam) besitzt,
  - Ko Song Phi Nong (เกาะสองพี่น้อง),
  - Ko Kham (เกาะขาม). Sie ist nicht zu verwechseln mit der gleichnamigen Insel Ko Kham in der Provinz Trat in Ostthailand.
  - Ko Tha Krut (Auge-des-Garuda-Insel, เกาะตาครุฑ).

- Kleinere Inseln nahe dem Festland sind im Osten mit Mangroven bedeckt, im Westen befinden sich Sandstrände. Dazu gehört zum Beispiel
  - Ko Son (Kiefern-Insel, เกาะสน),

- Die Gebiete, die sich auf dem Festland an der Küste befinden, sind mit dichten Sumpf- und Mangroven-Wäldern bedeckt. An der Westküste befinden sich zum Teil langgezogene, feinsandige Strände, die manchmal an Strand-Wälder grenzen. Diese Gebiete heißen ebenfalls Insel, da sie teilweise inselartig von zahlreichen Kanälen umgeben sind. Zu den Gebieten nahe am oder auf dem Festland gehören
  - Ko Yio (เกาะยิว),
  - Ko Bang Chak (เกาะบางจาก),
  - Ko Sai Dam (Schwarzer-Sand-Insel, เกาะทรายดำ).